# Kip-relæ
Et kip-relæ er et relæ hvor ankeret er ophængt så det skifter stilling, når der sættes spænding på spolen, og stillingen holdes i spændingsløs tilstand. Herunder er et funktionsskema for et kip-relæ.

## Anvendelse
Et kip-relæ anvendes ofte i hus-installationer når rumbelysningen i et større rum, skal styres fra mange kontakter. Her er de enkelte kontakter fjederbelastede så de falder tilbage i udgangsstillingen når de slippes, og de enkelte kontakter er parallelforbundne så de alle aktiverer kip-relæet, som styrer rumbelysningen.